# Bước vào (khái niệm)
Bước vào (tiếng Anh: Walk-in) là khái niệm New Age về một người có linh hồn ban đầu đã rời khỏi cơ thể của họ và được thay thế bằng một linh hồn mới trông khác biệt hơn. Ruth Montgomery đã phổ biến khái niệm này trong cuốn sách năm 1979 của bà có nhan đề Strangers Among Us (tạm dịch: Kẻ lạ mặt giữa chúng ta).

## Định nghĩa
Những người tin tưởng vào khái niệm này cho rằng linh hồn nguyên thủy của con người có thể rời khỏi thể xác của một người và một linh hồn khác có thể "bước vào" nhằm thế chỗ người cũ. Trong tác phẩm của Montgomery, linh hồn được cho là "bước vào" trong suốt khoảng thời gian linh hồn đang trải qua những vấn đề cá nhân căng thẳng, hoặc do gặp phải một tai nạn hoặc chấn thương nào đó. Một số người bước vào khác mô tả sự tiếp nhận của họ diễn ra dựa trên thỏa thuận từ trước đó và khi linh hồn cũ đã hoàn thiện. Sinh vật/cá nhân bước vào vẫn giữ lại ký ức của nhân cách ban đầu, nhưng không có cảm xúc gắn liền với ký ức. Khi nhập thể, họ mang theo ý thức tinh thần, cảm xúc, tâm linh của riêng mình và phát triển kiếp sống này nhằm cộng hưởng với mục đích và ý định của họ. Việc nhập thể vào một cơ thể trưởng thành hoàn toàn cho phép linh hồn bước vào tham gia hóa kiếp mà không cần phải trải qua hai thập kỷ trưởng thành mà con người cần để đạt đến độ tuổi trưởng thành. Một linh hồn bước vào cũng không trải qua điều kiện trong độ tuổi ấu thơ và có mối quan hệ khác với kiếp sống này vì họ chưa được sinh ra đời.
Nhà ngoại cảm Robert Schwartz trong cuốn Kế hoạch của linh hồn đã giải thích về khái niệm này như sau: "Khi một linh hồn kết luận rằng mình đã học xong hoặc sẽ không bao giờ học được những điều mà mình tìm kiếm trong một kiếp sống cụ thể, linh hồn đó có thể "bước ra" khỏi cơ thể, có nghĩa là linh hồn đó sẽ rút năng lượng ra khỏi cơ thể vật lý. Thông thường, sự rút năng lượng sẽ có kết quả là cái chết của thể xác. Tuy nhiên, nếu một linh hồn khác cảm thấy việc học của mình sẽ hiệu quả nhất nếu bắt đầu từ một hóa thân ở chặng sau của một kiếp sống thay vì từ một đứa trẻ sơ sinh, linh hồn đó có thể chọn "bước vào" cơ thể nói trên. Theo cách này, một sự trao đổi xảy ra. Sau đó, người bước vào có mọi ký ức của linh hồn gốc, như thể họ đã chiếm giữ cơ thể này từ khi sinh ra. Mặc dù những ký ức ở lại, đôi khi có những thay đổi rõ rệt ở phàm ngã có thể gây ra những khó khăn với các mối quan hệ. Một vài người bước vào có ý thức về những gì đã xảy ra, số khác thì không. Rất nhiều người có nhận thức chọn không chia sẻ thông tin này vì nỗi sợ bị chế giễu."

## Ảnh hưởng văn hóa
Bộ phim năm 1941 Here Comes Mr. Jordan và bản làm lại năm 1978 Heaven Can Wait miêu tả một linh hồn nọ thay thế linh hồn của một người đàn ông vừa qua đời và hồi sinh để sống trong cơ thể anh ta.
Bộ truyện tranh Hawkgirl, loạt sách và phim K-PAX, cũng như tập "The Last Rites of Jeff Myrtlebank" của bộ phim Twilight Zone đều có tất cả các tình huống đặc trưng tương tự hoặc giống hệt với trải nghiệm bước vào, mặc dù thuật ngữ "bước vào" không được sử dụng.
Trong chu kỳ câu chuyện Death of Superman, một số siêu anh hùng mới xuất hiện, trong số đó có John Henry Irons, kẻ tự xưng là "Man of Steel". Irons chưa bao giờ tự nhận mình là Siêu Nhân thực sự, nhưng Lois Lane suy đoán rằng nếu Siêu nhân thật đã chết, có lẽ linh hồn của anh ta đã di chuyển vào cơ thể của Irons khi bước vào, và cô ấy đã sử dụng từ đó.
Tập "Red Museum" của phim truyền hình The X-Files có thảo luận về hiện tượng bước vào, được Mulder mô tả là những linh hồn giác ngộ chiếm hữu cơ thể của những người đã mất hy vọng và muốn từ bỏ kiếp sống của họ. Khái niệm này được quay trở lại trong các tập "Sein Und Zeit" và "Closure".
Trong loạt phim truyền hình Ghost Whisperer, tập "Threshold" mùa 4 đã sử dụng thuật ngữ "bước vào" khi linh hồn của một trong những nhân vật chính loạt phim này, vốn đã chết ở tập trước, nhập vào cơ thể của một người đàn ông thiệt mạng trong một vụ tai nạn không mấy liên quan.
Stephen King nói về những người "bước vào" nhiều lần trong cuốn 6 và 7 của bộ tiểu thuyết The Dark Tower, nhưng người bước vào của King thường là nhà du hành thực tế, hoặc - khi họ sở hữu cơ thể của người khác - là khách nhiều hơn, chia sẻ thể xác với tâm trí chủ cũ như người xa lạ. John Callum có nhắc đến họ trong tập The Dark Tower VI: Song of Susannah. Thuật ngữ này cũng được sử dụng trong phần CODA của cuốn sách này. Trong The Talisman, do King đồng sáng tác, khái niệm "Twinner" được trình bày theo cách tương tự: Twinner là những cá thể riêng biệt nhưng về cơ bản giống nhau, sống tồn tại song song trên Trái Đất và trong Lãnh Giới. Nếu một trong hai hoặc cả hai nhận thức được Twinner của mình, họ có thể học cách chiếm giữ cơ thể của người kia trong thế giới tương ứng của họ theo kiểu bước vào.
Nhân vật chính Myne trong Honzuki no Gekokujō vốn là một người bước vào. Ban đầu chỉ là một cuốn light novel, mãi về sau câu chuyện này mới được phát hành dưới dạng anime vào tháng 10 năm 2019.